# Aristolochia ehrenbergiana
Aristolochia ehrenbergiana là một loài thực vật có hoa trong họ Aristolochiaceae. Loài này được Cham. mô tả khoa học đầu tiên năm 1832.